# Afrijet Airlines
Afrijet Airlines — колишня авіакомпанія Нігерії зі штаб-квартирою в місті Ікеджа (Лагос), яка працювала у сфері регіональних чартерних вантажних і пасажирських перевезень аеропортів міст всередині країни.
Портом приписки авіакомпанії і її головним транзитним вузлом (хабом) був міжнародний аеропорт імені Муртали Мохаммеда в Лагосі.

## Історія
Авіакомпанія була заснована в 1999 році.
У 2007 році Afrijet Airlines пройшла процедуру перереєстрації в Управлінні цивільної авіації Нігерії (NCAA), задовольнивши тим самим вимоги державного органу про необхідність рекапіталізації та повторної реєстрації всіх нігерійських авіакомпаній до 30 квітня 2007 року.
У 2012 році авіаперевізник призупинив виконання всіх регулярних і чартерних рейсів.

## Флот

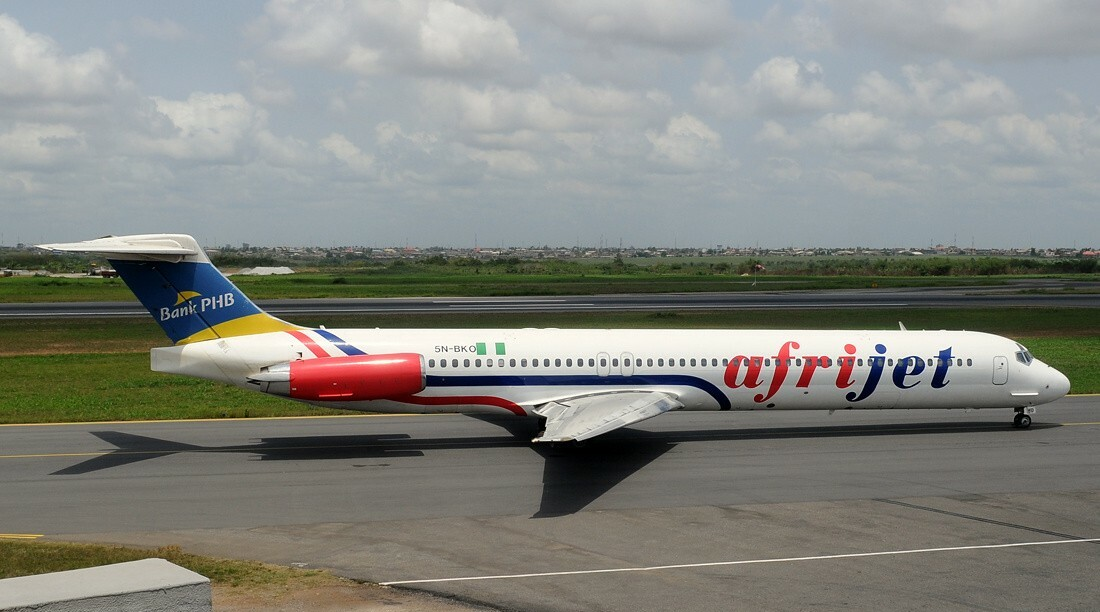
McDonnell Douglas MD-83 авіакомпанії Afrijet в міжнародному аеропорту імені Муртали Мохаммеда

Станом на червень 2012 року повітряний флот авіакомпанії Afrijet Airlines складали наступні літаки[уточнити]:
- McDonnell Douglas MD-82 — 1 од.
- McDonnell Douglas MD-83 — 1 од.